# Xanthorhoe herculeana
Xanthorhoe herculeana là một loài bướm đêm trong họ Geometridae.